# Lasiurus semotus
Lasiurus semotus, conegut localment com a ʻōpeʻapeʻa, és una espècie de ratpenat de la família dels vespertiliònids. És endèmic de l'arxipèlag de Hawaii (Estats Units). Ocupa una gran varietat d'hàbitats. Es tracta d'un animal nocturn que es nodreix d'insectes i fa servir l'ecolocalització per orientar-se. Fins al 2015 fou classificat com a subespècie del ratpenat groc cendrós (L. cinereus). El seu nom específic, semotus, significa ‘remot’ en llatí.